# 廖昌永
廖昌永（1968年10月25日—），男，四川郫县人，中国男中音歌唱家，九三学社中央委员、上海音乐学院院长，曾擔任兩季《中国好声音》系列導師。

## 生平
廖昌永是四川省郫县（今成都市郫都区）人。1995年毕业於上海音乐学院，获硕士学位。2008年，当选第十一届全国政协委员，代表教育界，分入第四十二组。2013年当选十二届全国人大教育科学文化卫生委员会委员。2018年2月24日，当选为第十三届全国人大代表。2019年1月，出任上海音乐学院院长。

## 歌唱风格
他的歌唱技巧豐富扎實，情感真摯，曾獲法國「第四十一屆圖盧茲國際聲樂大賽」、「多明戈世界歌劇大賽」、「宋雅王后國際聲樂大賽」第一大獎。

## 电视节目
- 湖南卫视《声入人心第一季》（2018年，出品人）
- 湖南卫视《声入人心第二季》（2019年，出品人）
- 浙江卫视《为歌而赞》（2021年，歌手）
- 浙江卫视《2021中国好声音》（2021年，接棒导师[6]）
- 湖南卫视《时光音乐会》（2021年，飞行嘉宾）
- 浙江卫视《2022中国好声音》（2022年，导师[7]）
- 香港電台《華人青年音樂家系列》（2004年，嘉賓）

## 事件
2015年12月16日，有网友以“实名举报”方式举报廖昌永受贿。当晚廖昌永回应表示举报严重失实。

## 轶事
2011年在上海举行的第十四届世界游泳锦标赛开幕式上，廖昌永演唱主题曲《泳动》。在演唱的前半段中，廖昌永着西装；在间奏期间，廖昌永脱下西装换泳衣并跳入水中奋力游泳，并在上岸后继续演唱主题曲。该段视频在2018年底再次流传，引发网友讨论。而《新京报》记者在2018年底就此事采访廖昌永，称当时他在西装里面穿了泳衣，而西装是魔术服，里面有线将两件衣服串联起来，演唱完毕并将线抽出后，西装就会直接掉下地上。